# Вернадовка (Крым)
Верна́довка (до 1948 года Коге́й Тата́рский; укр. Вернадівка, крымскотат. Tatar Kökey, Татар Кокей) — исчезнувшее село в Белогорском районе Республики Крым (согласно административно-территориальному делению Украины — Автономной Республики Крым), включённое в состав Русаковки. Сейчас — южная часть села.

## История
В доступных документах поселение Кугей (татарский) впервые встречаются на карте Крыма 1924 года. Согласно Списку населённых пунктов Крымской АССР по Всесоюзной переписи 17 декабря 1926 года, в селе Кугей (татарский), Старо-Бурульчинского сельсовета Карасубазарского района, числилось 11 дворов, все крестьянские, население составляло 54 человека, все татары. Постановлением ВЦИК от 10 июня 1937 года был образован новый, Зуйский район — переподчинен другому сельсовету в составе Карасубазарского района.
В 1944 году, после освобождения Крыма от фашистов, согласно Постановлению ГКО № 5859 от 11 мая 1944 года, 18 мая крымские татары были депортированы в Среднюю Азию. 12 августа 1944 года было принято постановление № ГОКО-6372с «О переселении колхозников в районы Крыма», в исполнение которого в район завезли переселенцев: 6000 человек из Тамбовской и 2100 — Курской областей, а в начале 1950-х годов последовала вторая волна переселенцев из различных областей Украины. С 25 июня 1946 года селение в составе Крымской области РСФСР. Указом Президиума Верховного Совета РСФСР от 18 мая 1948 года, Когей татарский (или Кокей татарский) переименовали в Вернадовку. 26 апреля 1954 года Крымская область была передана из состава РСФСР в состав УССР. В период с 1960 года, когда Вернадовка ещё числилась в составе Русаковского сельсовета по 1968 год (согласно справочнику «Крымская область. Административно-территориальное деление на 1 января 1968 года» — с 1954 по 1968 годы) село присоединили к Русаковке.